# Şevkefza szultána
Sevkefza szultána (Poti, 1820. december 12. – Isztambul, 1889. szeptember 17.; jelentése "aki felvidít" perzsául), más néven Sevkefza Kadın I. Abdülmejid szultán hitvese volt az Oszmán Birodalomból. 1876. május 30-tól 1876. augusztus 31-ig töltötte be a válide szultána posztot, amikor fia, Murád herceg V. Murád néven trónra lépett. 

## Élete
A cserkesz mingrel származású Şevkefza Kadın 1820. december 12-én született, és hétéves korában, II. Mahmud szultán uralkodása alatt mutatta be az első imám, Zeynelabidin Efendi. Hét-nyolc évig szolgálta a szultánt táncosként a jelenlétében. Ezután Nurtab Kadın, Szultán egyik hitvese kíséretéhez csatlakozott.Rendkívüli szépségű, középmagas, gömbölyded, fekete szemű és hajú, nagyon kedves, de nem túl intelligens, könnyen befolyásolható és ravaszságtól mentes nőként írták le. Abdülmejid beleszeretett szépségébe, és 1839-ben feleségül vette.

## Házasság
Sevkefza 1839. augusztus 1-jén feleségül vette Abdulmejidet. BaşIkbal címet kapott. 1840. szeptember 21-én, egy évvel a házasságkötés után megszülte első gyermekét, fiát, Şehzade Mehmed Murádot (később V. Murád). 1842. október 20-án a régi Beşiktaş-palotában megszülte második gyermekét, Aliye Sultan nevű lányát. A hercegnő kétéves korában, 1845. július 10-én halt meg. 1843-ban a „Negyedik Kadın”, 1845-ben a „Harmadik Kadın”, 1849-ben pedig a „Második Kadın” címre emelték. Charles White, aki 1843-ban Isztambulba látogatott, a következőket mondta. róla: 
A negyedik... a Stambol [Isztambul] hölgyek állítása szerint minden kollégájától elragadja a szépség pálmáját, de nem túl teljesít.
Társasszonyi szolgálata alatt féltékeny lett Serfiraz Hanimra, egy másik hitvesre, aki nagy befolyást gyakorolt a szultánra, és lerombolta a hírnevét azzal, hogy azt a pletykát terjesztette, hogy tiltott házasságtörő viszonyt folytat egy palotaőrrel. Abdülmejid 1861-ben bekövetkezett halála után megpróbálta a trónra ültetni fiukat, Murádot, ahogy ő akarta, megkerülve a jogos örököst, Abdülmejid öccsét, Abdülazizt. Várakozó hölgyeinek krónikái szerint a próbálkozás nem az ő ötlete volt, mert odaadó volt fia iránt, de nem volt bátorsága és ravaszsága egy ilyen terv kidolgozásához, hanem Servetseza Kadin, Abdülmejid első hitvese ösztönözte. aki saját fiaként szerette Murádot és szolgálólányát, Nakşifend Kalfát. A kísérlet kudarcot vallott, és mindhármukat gyűlölte Pertevniyal Sultan, Abdülaziz anyja, aki megtagadott minden kérést tőlük uralkodása alatt.

## Válide szultánaként
1876. május 30-án fia, Murád lépett a trónra V. Murád néven, és ő lett a válide szultána. Sokak szerint részt vett azokban az eseményekben, amelyek Abdülaziz leváltásához vezettek. Fia bejelentett fő szövetségesét, Damat Nuri pasát nevezte ki Lord Pasának, ami után Şevkefza és Damat elkobozták az összes aranyat és ékszert, amelyet Abdülaziz és anyja, az egykori szultán Pertevniyal Sultan elrejtett a háremben. Dolmabahçe palota. Pertevniyal lepecsételt lakásait felnyitották, és eltávolítottak belőlük nyolc aranyládát és négy láda kötvényt. Nyolc hordárra volt szükség az arannyal ellátott ládák mindegyikének felemeléséhez. Állítólag ez a nyolc láda 5120 okka aranyat tartalmazott.

## Élet a börtönben
Kilencvenhárom napos uralkodás után Murádot 1876. augusztus 31-én mentális probléma miatt menesztették, és családjával együtt a Çırağan palotába zárták. Ez tette Şevkefzát a történelem legrövidebb uralkodásával rendelkező válide szultánává. A fia iránt nagyon odaadó nő, aki félt érte, védő amuletteket, talizmánokat és bűbájokat tartott a szobájában, írásos imákkal és könyörgéssel a fia biztonságáért. Azt mondják, hogy Şevkefza soha nem volt megbékélve Murád leállásával, és habozás nélkül életét adta volna, hogy visszaadja neki a trónt. Az Ali Suavi-incidens éjszakáján, 1877-ben, amikor Murád partizánjai megpróbálták visszahelyezni a trónra, Şevkefza bátorította, hogy játsszon szerepet. De Murad túl ideges és ideges volt ahhoz, hogy élére álljon az összeesküvésnek. Tekintettel a vezetés hiányára, az összeesküvésnek soha nem volt esélye a sikerre.

## Halála
1889-ben Şevkefza nyakán hirtelen nőni kezdett egy duzzanat. Betegsége körülbelül három hónapig tartott, heves lázas időszakokkal. Rifat Pasha minden erőfeszítést megtett annak érdekében, hogy a betegségét kordában tartsa, de minden kezelés ellenére sem tudta megmenteni. 1889. szeptember 17-én halt meg a Çırağan palotában, Ortaköyben, Isztambulban, és a Yeni-mecsetben lévő új hölgyek mauzóleumában temették el.

## Fordítás
Ez a szócikk részben vagy egészben  a(z)   Şevkefza Sultan című angol Wikipédia-szócikk ezen változatának fordításán alapul.  Az eredeti cikk szerkesztőit annak laptörténete sorolja fel. Ez a jelzés csupán a megfogalmazás eredetét és a szerzői jogokat jelzi, nem szolgál a cikkben szereplő információk forrásmegjelöléseként.